# Râul Crișul Alb
Crișul Alb este un râu ce izvorăște din Munții Apuseni și străbate România și Ungaria prin depresiunile Brad, Gurahonț, Zărand, Dealurile de Vest, Câmpia de Vest vărsându-se ulterior în Râul Crișul Dublu din Ungaria, unindu-se cu Crișul Negru. Pe o porțiune de 500 metri râul marchează frontiera româno-ungară.
Numele provine din forma latină atestată Crisola,
care la rândul său poate proveni fie din adjectivul grecesc Χρισός : „aurit”, din cauza prundișului aurifer, fie din limba dacică, presupunând că etimonul krísos ar fi avut semnificația de „negru”, în care caz denumirea de Crișul Alb este un oximoron (Alb în cultura turcică este asociat vestului deci ar fi Crișul de Vest),  iar cea de Crișul Negru un pleonasm (Negru în cultura turcică este asociat nordului deci ar fi Crișul de Nord).

## Galerie de imagini

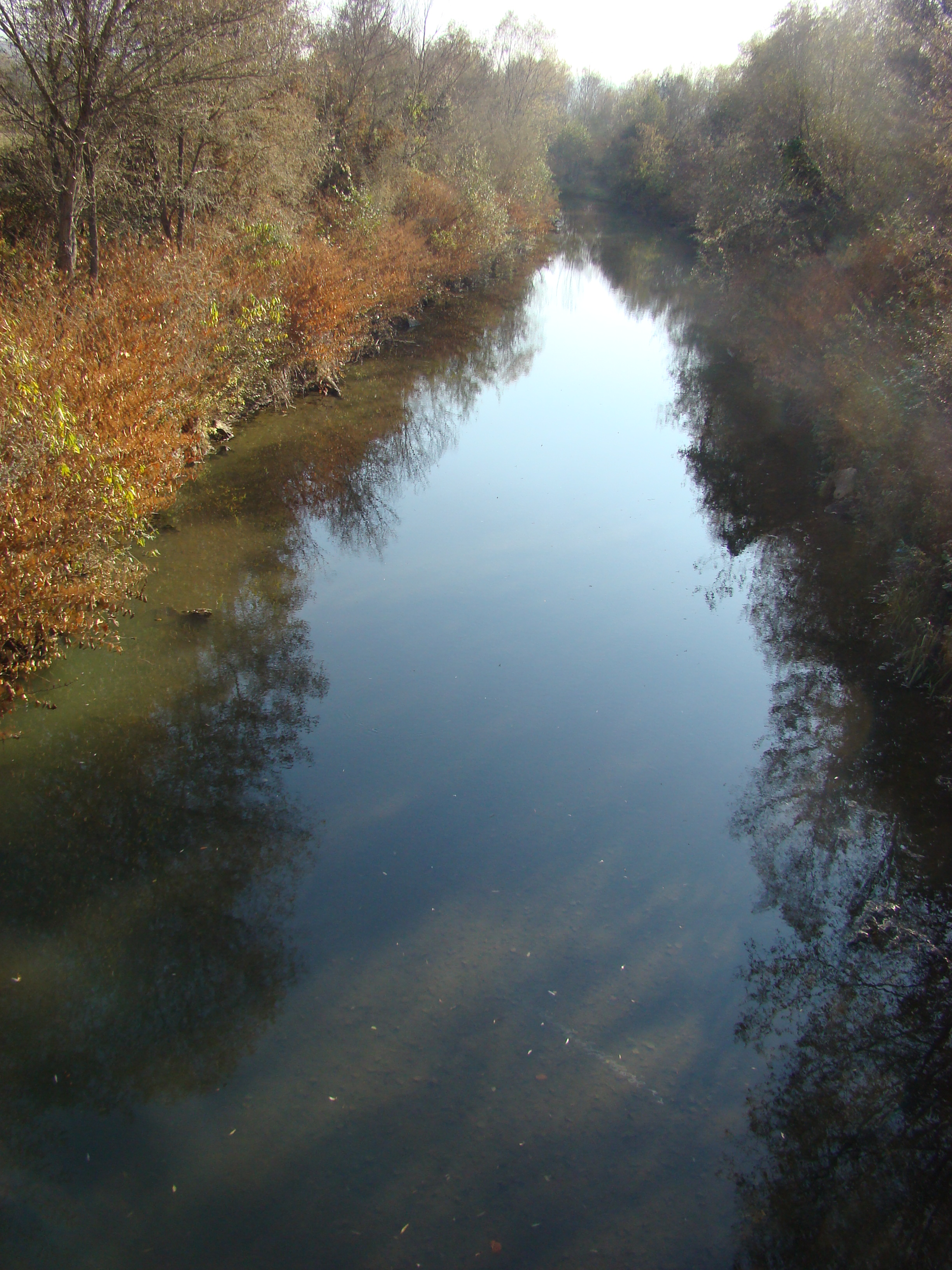
Crișul Alb la Crișan, județul Hunedoara
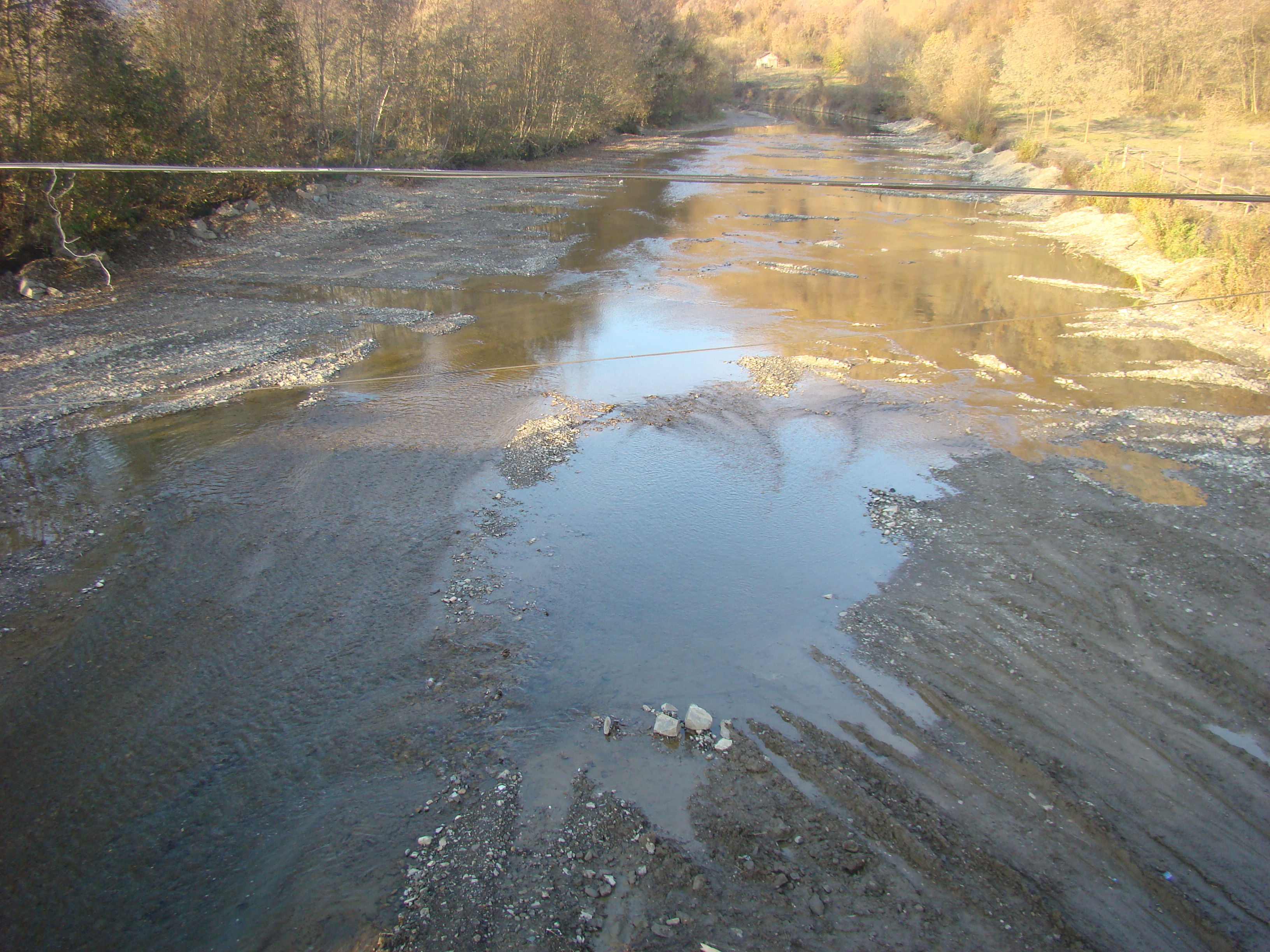
Crișul Alb la Zdrapți, județul Hunedoara
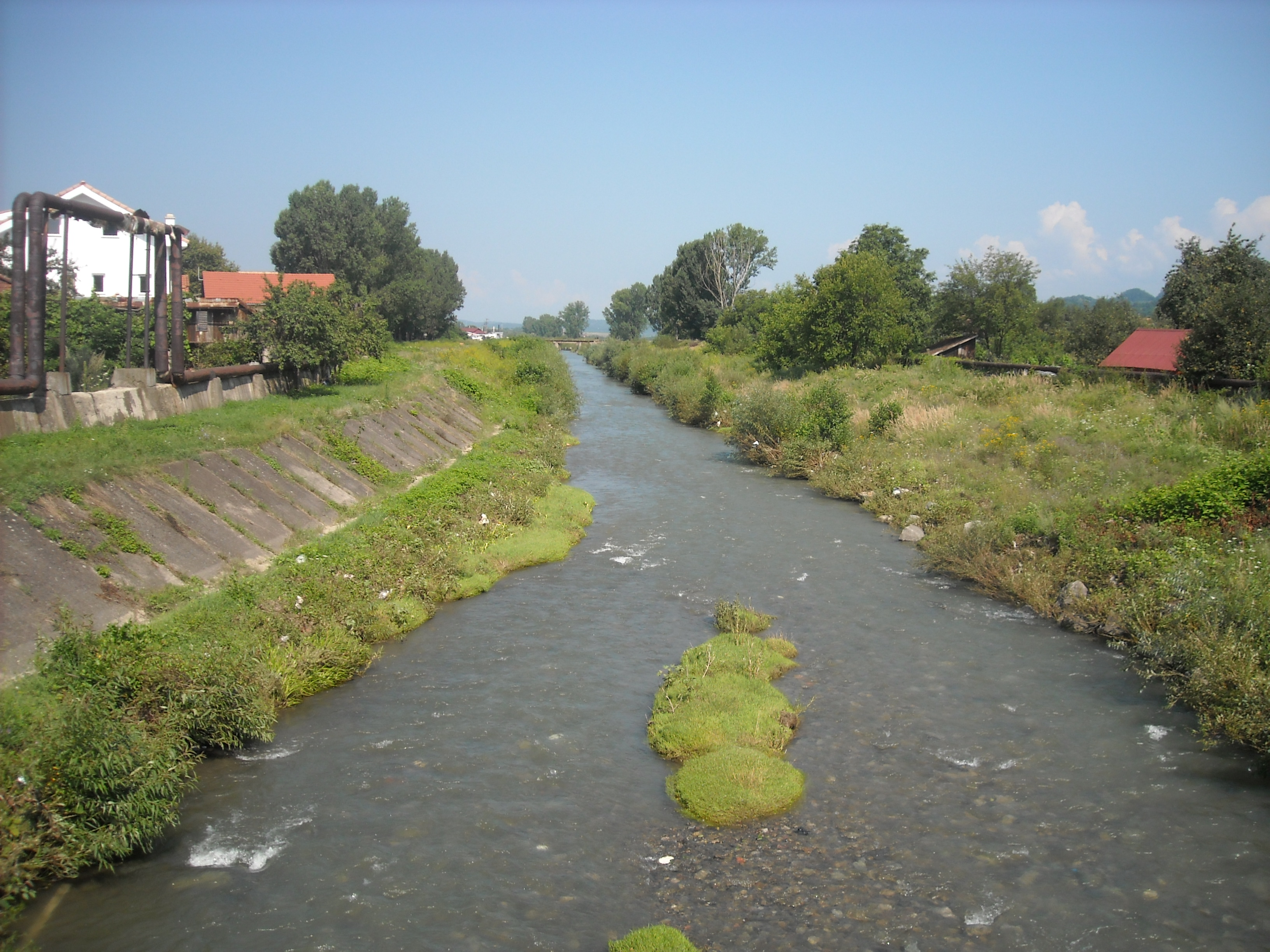
Crișul Alb la Brad, județul Hunedoara